# Kienrußbrenner

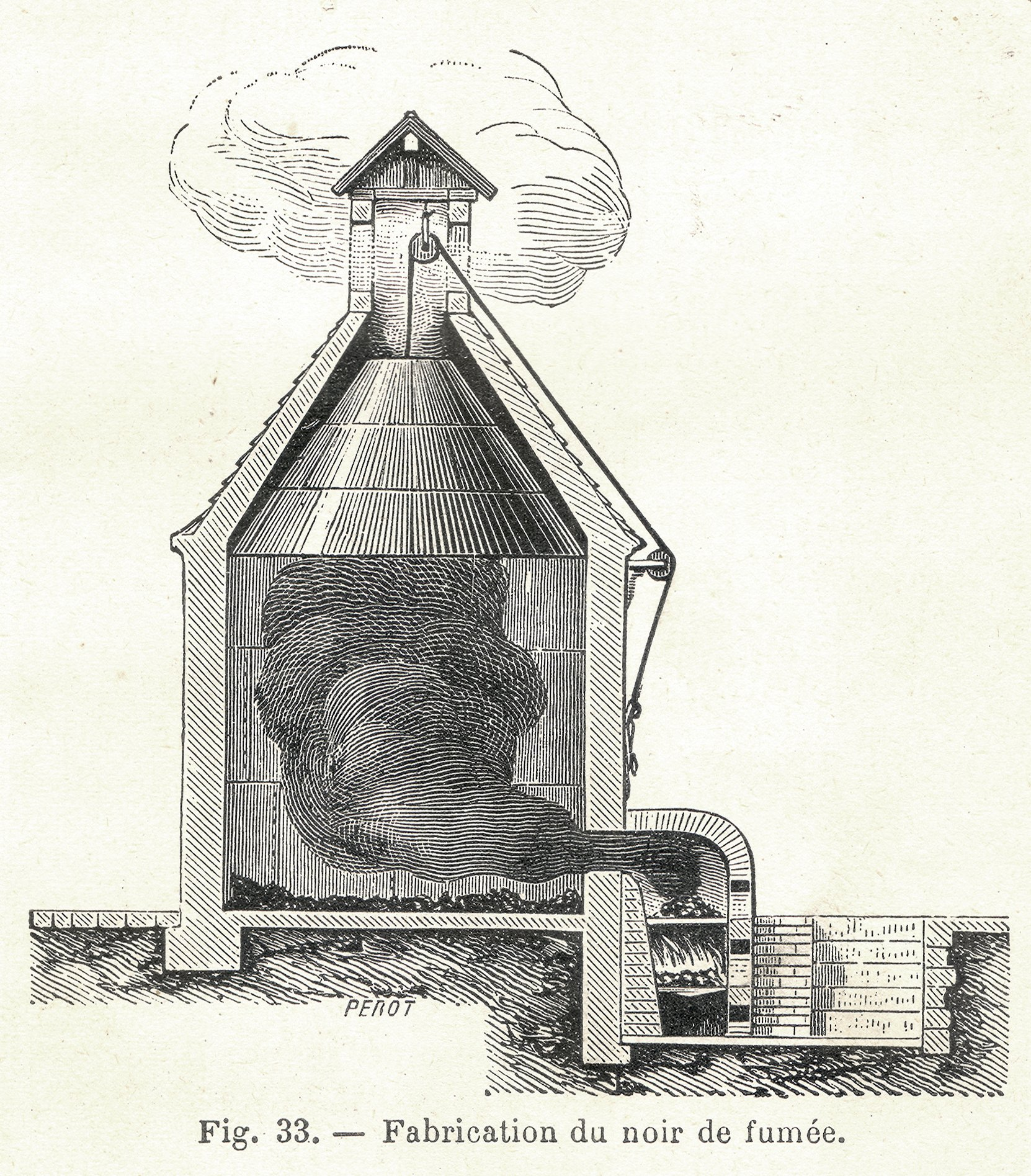
Kienrußmeiler um 1900

Kienrußbrenner, auch Rußbrenner genannt, war ein Beruf des Waldgewerbes. Bis zum Beginn des 20. Jahrhunderts  wurden Rußhütten in Deutschland noch professionell betrieben. Kienruß wurde aus harzhaltigen Stoffen des Nadelwaldes gewonnen. Holzteile wie Nadelholzzapfen, Reisig und Kienspäne kamen zum Einsatz, sowie Harzgrieben, die als Rückstände der Baumharzverarbeitung anfallen. Beim Schwelen der Brennstoffe in einer dafür gebauten Kienrußbrennerei entstand der begehrte Kienruß, der als fast reiner Kohlenstoff u. a. zur Herstellung von Malerfarbe, Schuhwichse, Druckerschwärze und Pigmentpaste diente. Die Verbreitung des Berufes in Waldregionen wird durch Flurnamen wie Rußhütte, Kienrußbrücke oder Rußhalde bezeugt.

## Arbeitsablauf
Die Aufgabe des Kienrußbrenners bestand darin, die rußbildenden Stoffe bei dem Schwelvorgang des harzigen Materials unter möglichst geringer Luftzufuhr in der Kienrußbrennerei zu sammeln. Der Brennofen stand meist auf einer Sockelmauer aus Stein im sogenannten Brennraum. Zum Teil befanden sich in dem Brennraum auch die Öfen der Harzsieder, was die Nähe der Gewerbe dokumentiert. Auch die Pechsieder lieferten über ihre Rückstände beim Salbebrennen dem Rußbrenner seinen Ausgangsstoff. Dem Kienrußofen angegliedert war der Rußfangraum in dem sich der dicke, qualmende Rauch (Schmauch) sammelte. Der Ofen hatte an der Vorderseite eine Schüröffnung und seitlich kleinere Zuglöcher mit Schiebereglern zur Luftregulierung. Eine Öffnung an der Rückseite führte die Verbrennungsgase in den angrenzenden Rußfangraum, wo sie als Ruß an den Gewölbewänden anhafteten und abgeschlagen wurden. Besonders feiner Ruß wurde mittels Tüchern im Kamin aufgefangen und als Pfundruß vermarktet. Doppelruß entstand durch zusätzliches Ausglühen des Kienrußes unter Luftausschluss. Im Boden des Ofens befand sich eine Öffnung mit einer Auffangvorrichtung für das beim Brennvorgang entstehende Harzöl, das als Nebenprodukt vermarktet werden konnte. Aus alten Berichten geht hervor, dass aus hundert Pfund Pech- oder Harzgrieben zehn bis zwölf Pfund Ruß gewonnen werden konnte.

## Rußhütten
Rußhütten befanden sich außerhalb der Ortschaften, da sie fast regelmäßig abgebrannt sind. Die Hauptstandorte der Rußherstellung befanden sich im Nordschwarzwald, Erzgebirge, Vogtland und Thüringen.[Quelle?]

## Bedeutung
Die Herstellung von Feinruß, der als mikrokristalliner Kohlenstoff zur Herstellung von Druckerschwärze Verwendung fand, war mit Voraussetzung für den sprunghaften Anstieg der Druckerzeugnisse durch die Erfindung der Druckerpresse Gutenbergs. Die Gewinnung und Vermarktung von Ruß als Rohstoff kann als Vorläufer einer chemischen Industrie bezeichnet werden. Mit dem Beginn der Steinkohleverschwelung im Zuge der industriellen Revolution wurde die Holzverschwelung zu aufwendig und der Beruf verschwand.

## Verdienst
Der Kienrußbrenner hatte meist zusätzliche Gewerbe wie Pechsieder oder Harzer, doch konnte ein Kienrußbrenner bei sparsamer Lebensweise seinen Unterhalt auch allein mit Rußbrennen bestreiten. Im Jahr 1800 berichtete K.F.V. Jägerschmid aus dem Murgtal, eine Kienrußbrennerei habe pro Jahr bei 110 Bränden 44 Zentner Ruß erzeugt. Unter Ansatz eines durchschnittlichen Preises von 25 Gulden pro Zentner ergab dies eine Einnahme von 1100 Gulden. Für Brennmaterial, Gerätschaften, Gehilfen, Abgaben und Zinsen musste der Rußbrenner 736 Gulden bezahlen. Somit verblieb ihm ein Jahresertrag von 364 Gulden. Ein Gehilfe kam bei drei Gulden pro Woche auf einen Jahresverdienst von 156 Gulden.

## Die Kienrußhütte Enzklösterle
Als steinerner Zeuge eines ausgestorbenen Waldgewerbes und als ein Denkmal der deutschen Chemiegeschichte wird die Rußhütte in Enzklösterle (Nordschwarzwald) beworben. Das historische Gebäude wurde 1829 erbaut, war bis 1895 in Betrieb, wurde 1982 wiederentdeckt und von 1992 bis 1994 vollständig restauriert.